# De wilde Mann
De wilde Mann (Der wilde Mann) ist ein Märchen (ATU 502). Es stand in den Kinder- und Hausmärchen der Brüder Grimm nur bis zur 5. Auflage von 1843 an Stelle 136 (KHM 136a) auf Plattdeutsch.

## Inhalt
Ein Wilder Mann verwüstet den Bauern die Ernte. Ein Jäger fängt ihn mit Schnaps, Wein und Bier. Der Herr stellt ihn in einem Käfig im Schloss aus. Einmal fällt einem Jungen ein Ball hinein. Der wilde Mann lässt ihn den Käfig aufschließen und rennt fort. Weil der Junge schreit, dass er Schläge bekommt, nimmt der wilde Mann ihn mit in die Wildnis und schickt ihn zu des Kaisers Gärtner in Dienst. Jeden Morgen lässt er ihn sich waschen und kämmen und macht für ihn den Garten schön. Die Prinzessin lässt den schönen Lehrjungen zu sich kommen, gibt ihm jedes Mal mehr Geld und heiratet ihn heimlich. Dafür lassen ihre Eltern sie spinnen und er ist Küchengehilfe.
Als ein Krieg kommt, will er auch hin, aber bekommt nur ein lahmes Pferd. Unterwegs kommt ihm der wilde Mann entgegen: Ein Berg tut sich auf mit Heer und Rüstung und er gewinnt alles. Der Kaiser ist dankbar, aber er will nicht sagen, wer er ist. Danach glaubt ihm keiner, dass er gekämpft hat. So geht es noch zweimal, da empfängt er eine Wunde am Arm, die ihm der Kaiser verbindet. Als er Prügel bekommen soll, weil er wieder prahlt, zeigt er die Wunde. Der Kaiser bereut und schenkt ihm alles. Da ist der wilde Mann erlöst als alter König und der Berg sein Schloss.

## Herkunft
Das Märchen stand in den Kinder- und Hausmärchen so vom zweiten Teil der Erstauflage (da Nr. 50) bis zur 5. Auflage von 1843. Ab der 6. Auflage ist es unter dem Titel Der Eisenhans mit anderen Quellen vermischt. Die Anmerkung notiert Aus dem Münsterland (von Jenny von Droste-Hülshoff) und bemerkt, dass hier ein männliches Aschenputtel oder Allerleirauh auftritt. Die Anmerkung von 1822 enthält weitere Vergleiche aus der Mythologie.